# حمام عمارت ملا لطف‌الله شیخ‌الاسلام
در خانه شیخ محمد مردوخ کردستانی که هم‌اکنون اداره کل میراث فرهنگی استان کردستان از آن بهره می‌گیرد، حمامی قدیمی وجود دارد که در بخش اندرونی و در ضلع غربی طبقه زیرزمین عمارت قرار گرفته‌است. این حمام دارای تزیینات آهک بری و کاشی کاری یک رنگ است و طرح‌های هندسی، اسلیمی و حیوانی از مهم‌ترین نقوش آن به شمار می‌آید. این حمام دارای ورودی، حمام سرد، حمام گرم، تون، خزینه و خلوتی است و در کف سازی آن از سنگ مرمر استفاده شده‌است. این بنا هم‌زمان با کل مجموعه عمارت در دوره قاجار ساخته شده.
حمام مورد اشاره در ساختمان جنب موزه سنندج قرار دارد ولی منزل مردوخ با فاصله بیش از یک کیلومتر از موزه و فاقد حمام مطرح شده می‌باشد